# Aces of the Air
 (juin 2019).
Si vous disposez d'ouvrages ou d'articles de référence ou si vous connaissez des sites web de qualité traitant du thème abordé ici, merci de compléter l'article en donnant les références utiles à sa vérifiabilité et en les liant à la section « Notes et références ».
Aces of the Air est un simulateur de vol de combat sorti en 2002 sur PlayStation. Le jeu a été développé et édité par Agetec.

## Système de jeu
Le jeu est un simulateur de vol se déroulant pendant la Seconde Guerre mondiale.